# Boreotettix
Boreotettix är ett släkte av insekter som beskrevs av Lindberg 1952. Boreotettix ingår i familjen dvärgstritar.
Släktet innehåller bara arten Boreotettix bidentatus.